# Dettmar Cramer
Dettmar Cramer (Dortmund, 4 de abril de 1925 - Reit im Winkl, 17 de septiembre de 2015) fue un entrenador de fútbol alemán que entrenó por última vez a la selección de fútbol de Tailandia en 1997.

## Biografía

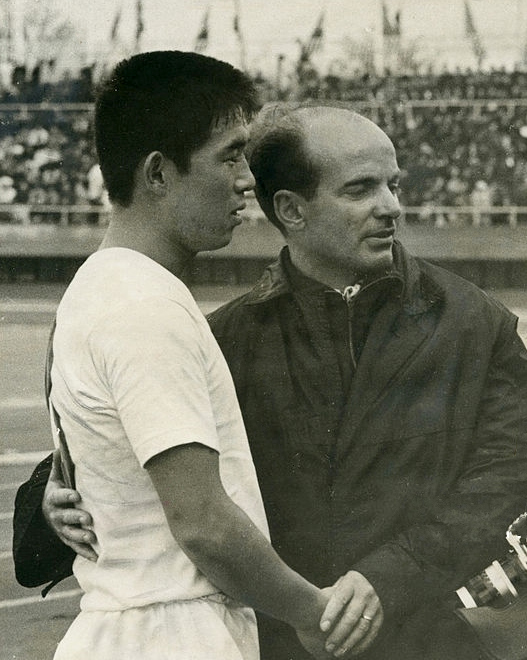
Ryuichi Sugiyama y Dettmar Cramer (derecha) en las Olimpiadas de 1964

Conocido como el "Profesor del Fútbol"  por su atención al detalle y también como "Napoleón" por su diminuta estatura de 1,61 metros, Cramer comenzó su carrera en el Viktoria Dortmund y el Germania Wiesbaden. Su carrera como entrenador lo llevó a clubes como el Teutonia Lippstadt, el VfL Geseke, el FC Paderborn y el TuS Eving-Lindenhorst. A finales de la temporada 1948-49, Cramer se incorporó por primera vez a la Federación Alemana de Fútbol (DFB). Hasta 1963, fue seleccionador principal de Alemania Occidental en la DFB con sede en Duisburg.
Poco conocido, Cramer intentó entonces dar el salto al periodismo. Se convirtió en editor jefe de deportes de la cadena de televisión de Alemania Occidental ZDF. Sintiéndose bastante aislado del mundo del fútbol, Cramer decidió retirarse tras solo seis meses en el puesto. Posteriormente, la DFB lo envió a Japón como instructor de fútbol.
Para fortalecer a su selección nacional antes de los Juegos Olímpicos de Tokio cuatro años antes, la Asociación Japonesa de Fútbol tuvo la idea en 1960 de contratar a un entrenador profesional extranjero. Cramer fue finalmente seleccionado para este puesto. Gracias a su dirección y liderazgo, y al esfuerzo de sus jugadores, la selección nacional de Japón logró una sorprendente victoria sobre Argentina en los Juegos Olímpicos de Tokio. La importancia de este resultado no pasó desapercibida para Cramer, quien lo interpretó como una confirmación de la notable mejora del fútbol japonés. Los esfuerzos de Cramer no se limitaron a la selección nacional, ya que también formuló e implementó políticas para su desarrollo general. La fundación de una primera liga nacional, la formación de otros entrenadores y el fortalecimiento de la selección nacional contribuirían al éxito de Japón en los Juegos Olímpicos de México cuatro años después, donde Japón se llevaría a casa la medalla de bronce.
El 1 de enero de 1964, Cramer regresó a Alemania Occidental para servir como asistente del seleccionador nacional de Alemania Occidental, Helmut Schön. En este puesto, formó parte del cuerpo técnico en la Copa Mundial de 1966, donde Alemania Occidental perdió la final contra Inglaterra. Su talento fue muy valorado por la FIFA (Federación Internacional de Fútbol Asociación), que lo contrató como entrenador de 1967 a 1974 y lo envió de gira por el mundo. Durante este tiempo, Cramer también dirigió el primer Curso de Entrenadores de la FIFA en Japón en 1969 y sembró las semillas para una estructura de formación de entrenadores en Japón. Además, el 1 de agosto de 1974, Cramer fue seleccionado por la Federación de Fútbol de los Estados Unidos para convertirse en el entrenador principal de la selección nacional de Estados Unidos .
Posteriormente entrenó a la selección de fútbol de Egipto y a la selección de fútbol de Estados Unidos. En 1974 empezó su andadura por clubes, fichando por el Hertha BSC, aunque no llegó a dirigirlo en ningún partido. En 1975 fue el Bayern de Múnich el que se hizo con sus servicios, llegando a ganar la Liga de Campeones de la UEFA en dos ocasiones, y la Copa Intercontinental en 1976. También entrenó al Eintracht Fráncfort, Ittihad FC, Aris Salónica FC, Bayer Leverkusen,  selección de fútbol de Malasia, selección de fútbol sub-23 de Corea del Sur y a la selección de fútbol de Tailandia en 1997.
Falleció el 17 de septiembre de 2015 en Reit im Winkl a los 90 años de edad.

## Clubes
| Club                                        | País           | Año       |
| ------------------------------------------- | -------------- | --------- |
| Selección de fútbol de Japón                | Japón          | 1964      |
| Selección de fútbol de Egipto               | Egipto         | 1971-1974 |
| Selección de fútbol de Estados Unidos       | Estados Unidos | 1974      |
| Hertha BSC                                  | Alemania       | 1974      |
| Bayern de Múnich                            | Alemania       | 1975-1977 |
| Eintracht Fráncfort                         | Alemania       | 1977-1978 |
| Ittihad FC                                  | Arabia Saudita | 1978-1981 |
| Aris Salónica FC                            | Grecia         | 1981-1982 |
| Bayer Leverkusen                            | Alemania       | 1982-1985 |
| Selección de fútbol de Malasia              | Malasia        | 1984-1985 |
| Selección de fútbol sub-23 de Corea del Sur | Corea del Sur  | 1991-1992 |
| Selección de fútbol de Tailandia            | Tailandia      | 1997      |

## Palmarés

### Campeonatos internacionales
| Título                | Club             | Sede           | Año  |
| --------------------- | ---------------- | -------------- | ---- |
| Copa de Europa        | Bayern de Múnich | París          | 1975 |
| Copa de Europa        | Bayern de Múnich | Glasgow        | 1976 |
| Copa Intercontinental | Bayern de Múnich | Belo Horizonte | 1976 |

### Distinciones individuales
| Distinción                                      | Año  |
| ----------------------------------------------- | ---- |
| Inducido al Salón de la Fama del fútbol japonés | 2005 |

## Conderaciones
- Orden del Mérito de la República Federal de Alemania
- Caballero de la Orden del Sagrado Tesoro